# Smitinandia helferi
Smitinandia helferi là một loài thực vật có hoa trong họ Lan. Loài này được (Hook.f.) Garay miêu tả khoa học đầu tiên năm 1972.